# 維拉 (納羅季奇區)
51°3′36″N 29°28′29″E / 51.06000°N 29.47472°E
維拉（烏克蘭語：Вила），是烏克蘭北部的村莊，隸屬日托米爾州的科羅斯滕區。該村面積0.4平方公里，海拔高度173米，2001年人口36，人口密度每平方公里90.23人。